# Sveta liga (1571.)
Sveta liga iz 1571. godine bila je liga sredozemnih zemalja osnovana u cilju zaustavljanja daljnje turske najezde k Europi. Osnovao ju je papa Pio V., a činile su je Papinska Država, Španjolska, Mletačka Republika, Napulj, Sicilija, Genova, Veliko Vojvodstvo Toskana, Savoja, Parma, Urbino, kao i malteški vitezovi.
Ove države su imale 200 galija, 100 drugih tipova brodova, 50.000 pješaka, 4500 konjanika, i odgovarajuće topništvo za sukob s Turcima. Vrhovnim zapovjednikom proglašen je don Juan Austrijski, nezakoniti sin Karla V., polubrat španjolskog kralja, Filipa II. 
Liga je bila otvorena i za Sveto Rimsko Carstvo, Francusku i Portugal, ali ni jedna od tih zemalja se nije pridružila. Sveto Rimsko Carstvo je željelo održati mir s Carigradom, dok je Francuska bila u aktivnom protušpanjolskom savezu s Osmanlijama. Portugal je bio na vrhuncu sukoba u Maroku i sukobima s Osmanlijama na Crvenom moru i Indijskom oceanu i nije imao više vojske za još jedan ratni poduhvat.
Liga je isprva bila formirana kako bi pomogla Mlecima u obrani Cipra, koji su Turci napali u srpnju 1570., no prekasno da bi se pad Cipra spriječio. 
Dana 7. listopada 1571. Liga se sukobila na moru s Osmanlijama u bitci kod Lepanta i izvojevala pobjedu. Prilikom potpisivanja mira 1573. godine Liga je rasformirana.